# Хавели (округ)
Хавели (англ. Haveli District) — один из 10 округов пакистанской территории Азад-Кашмир.

## Географическое положение
До 2009 года Хавели был техсилом в составе округа Багх.

## Города
В округе 9 крупных городов: Доба, Паланги, Соли, Келлер, Кала-Мула, Джангер-Субхайе, Форвард-Кахута, Фатех-Пур и Хиллан.